# Mark Hauptmann

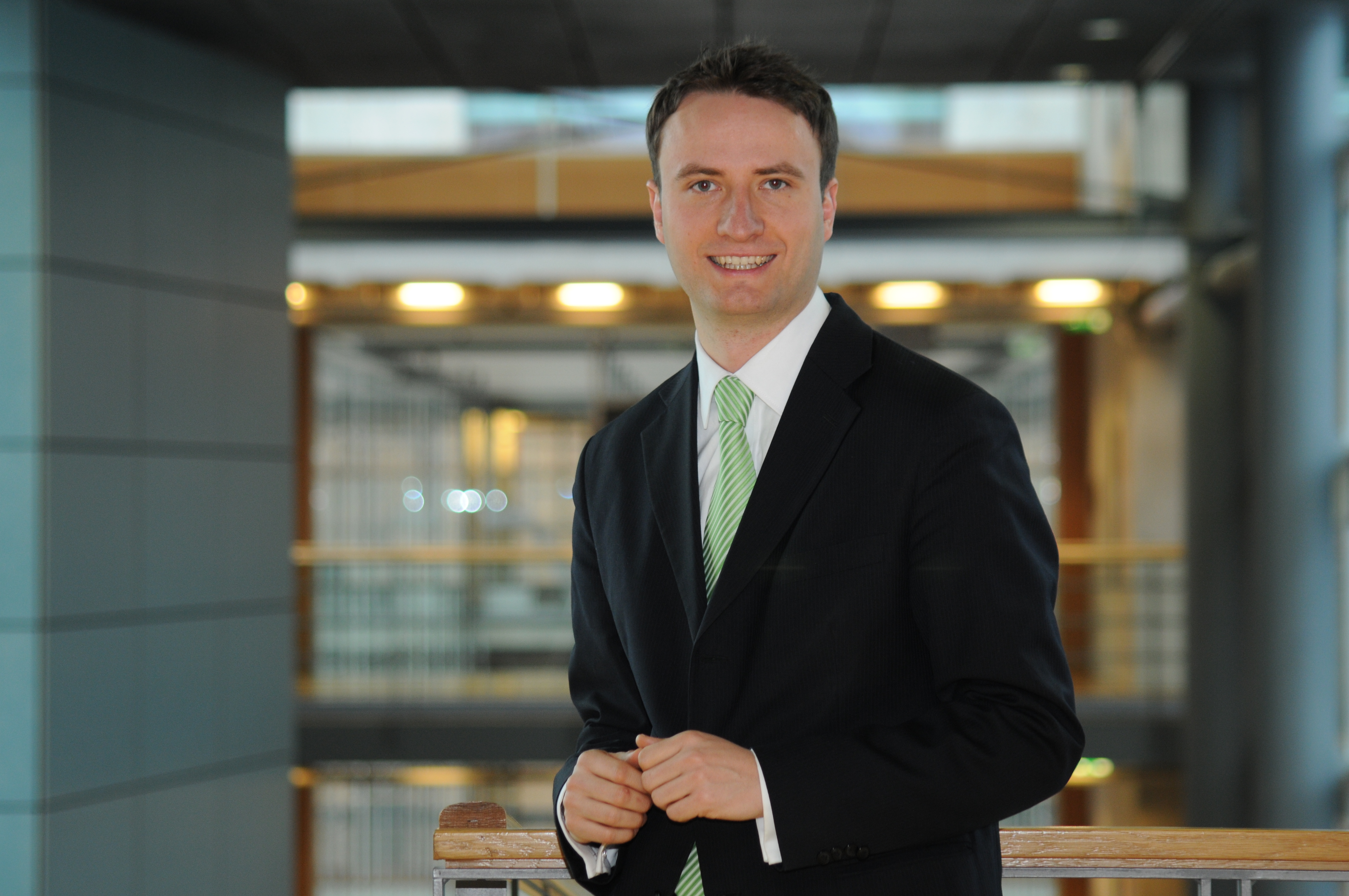
Mark Hauptmann im Deutschen Bundestag (2013)

Mark Lars Carsten Hauptmann (* 29. April 1984 in Weimar) ist ein deutscher Politikwissenschaftler und ehemaliger Politiker (parteilos, zuvor CDU). Von 2013 bis 2021 war er Mitglied des Deutschen Bundestages. Wegen Zahlungen, die er im Zuge der Aserbaidschan-Affäre erhalten haben soll, legte er sein Bundestagsmandat am 11. März 2021 nieder, trat aus der CDU aus und zog sich aus der Politik zurück.

## Leben und Beruf
Nach dem Abitur 2003 in Suhl studierte Hauptmann Politikwissenschaft, Interkulturelle Wirtschaftskommunikation und Wirtschafts- und Sozialgeschichte an der Friedrich-Schiller-Universität in Jena, der Kansai Gaidai University in Osaka, Japan, und der Yale University in New Haven, USA. Während des Studiums war er Stipendiat der Konrad-Adenauer-Stiftung und der Japan Student Service Organization.
Anschließend arbeitete er in der 16. und 17. Legislaturperiode als Büroleiter und wissenschaftlicher Mitarbeiter für den Bundestagsabgeordneten Christian Hirte (CDU) in Berlin. Ab 2010 war er als Lehrbeauftragter an der Universität Erfurt und der Universität Jena tätig und gab Kurse im Fachbereich der Politikwissenschaft.
Hauptmann arbeitete im Europäischen Parlament in Brüssel, für die Konrad-Adenauer-Stiftung in Peking (China) und im Thüringer Ministerium für Bau, Landesentwicklung und Verkehr. Er gründete das Kommunikationsunternehmen Kairos Communication sowie die HGC (Hauptmann Global Consulting GmbH) in Zossen.
Mark Hauptmann ist verlobt und evangelischer Konfession.

## Politischer Werdegang

### Partei
Mark Hauptmann wurde 1999 Mitglied der Jungen Union (JU) und war dort unter anderem als Ortsvorsitzender in Suhl sowie als Stellvertretender Kreisvorsitzender der Jungen Union Rhön-Rennsteig aktiv. Seit 2005 war er Mitglied im Landesvorstand der JU Thüringen. Er leitete den Arbeitskreis Europa und Internationales und vertrat als Deutschlandrat die JU Thüringen bis 2012 auf Bundesebene. Von 2012 bis 2014 war er Vorsitzender der Internationalen Kommission für Außen-, Europa- und Sicherheitspolitik und Mitglied im Bundesvorstand der Jungen Union.
Seit 2003 war er Mitglied der CDU und engagierte sich im Kreisvorstand der CDU Suhl sowie im Landesfachausschuss Europa auf Landesebene. Seit 2014 war er Mitglied im Bundesfachausschuss Außen-, Sicherheits-, Entwicklungs- und Menschenrechtspolitik der CDU Deutschlands.

### Kandidatur fürs Europaparlament (2009)
Bei der Europawahl in Deutschland 2009 kandidierte Hauptmann erfolglos auf der Landesliste der CDU Thüringen für ein Mandat.

### Mitglied des Bundestages (2013–2021)

#### Bundestagswahl 2013
Vor der Bundestagswahl 2013 wurde Hauptmann einstimmig als CDU-Direktkandidat im Bundestagswahlkreis 197 (Suhl – Schmalkalden-Meiningen – Hildburghausen) nominiert. Er gewann den Wahlkreis mit 42,0 % der Stimmen. Im 18. Deutschen Bundestag (2013–2017) war er ordentliches Mitglied im Ausschuss für Wirtschaft und Energie und stellvertretendes Mitglied im Auswärtigen Ausschuss.
Er zählte zu den 75 Unionsabgeordneten – 68 von der CDU (26,9 % aller CDU-Abgeordneten) und 7 von der CSU (12,5 % aller CSU-Abgeordneten) – die im Juli 2017 für die gleichgeschlechtliche Ehe stimmten.

#### Kommunale Ämter (ab 2014)
2014 wurde Hauptmann in den Stadtrat der Stadt Suhl gewählt. Im November 2016 wurde er Vorsitzender des CDU-Kreisverbands Suhl.

#### Bundestagswahl 2017
Bei der Bundestagswahl 2017 erhielt Hauptmann im inzwischen umstrukturierten Bundestagswahlkreis Suhl – Schmalkalden-Meiningen – Hildburghausen – Sonneberg die meisten Erststimmen (33,6 % – vor AfD, Linke und SPD) und zog in den 19. Deutschen Bundestag ein.
Im 19. Deutschen Bundestag war Hauptmann ordentliches Mitglied im Ausschuss für Wirtschaft und Energie. Er war stellvertretendes Mitglied im Ausschuss für Gesundheit und im Auswärtigen Ausschuss.
Im Februar 2018 wurde Hauptmann zum Vorsitzenden der „Jungen Gruppe“ der CDU/CSU-Fraktion im Deutschen Bundestag gewählt. Der Gruppe gehören alle Unions-Abgeordneten an, die am Tag ihrer Wahl in den Bundestag jünger als 35 Jahre waren.

#### Aserbaidschan-Lobbyismus, Maskengeschäfte und Rücktritt (2021)
Im Kontext der Aserbaidschan-Affäre mehrerer Unionspolitiker (unter anderem Thomas Bareiß) wurde im März 2021 durch die Berichterstattung von Spiegel und Spiegel Online bekannt, dass Hauptmann sich regelmäßig für die Belange Taiwans und Aserbaidschans eingesetzt hatte und beide Länder sowie Vietnam teure Werbeanzeigen in dem von ihm herausgegebenen CDU-Lokalblatt Südthüringen Kurier geschaltet hatten. Mitunter waren zeitgleich oder zeitnah gleich gerichtete redaktionelle Beiträge erschienen.
Zuvor waren bereits Verwicklungen der CDU/CSU-Abgeordneten Axel Fischer, Karin Strenz und Eduard Lintner in die Aserbaidschan-Affäre vermutet worden. Ebenfalls wurde bekannt, dass sich Hauptmann gemeinsam mit anderen CDU-Abgeordneten im Dezember 2019 auf Initiative der aserbaidschanischen Botschaft in einem Protestbrief an Außenminister Heiko Maas gewandt hatte, um zu erreichen, dass das Auswärtige Amt die armenische Position im Bergkarabachkonflikt verurteilt. Nach heftiger Kritik an seiner mutmaßlichen Lobbytätigkeit für die autokratischen Regime von Aserbaidschan und von Vietnam legte Hauptmann am 11. März 2021 sein Bundestagsmandat mit sofortiger Wirkung nieder und zog sich aus der Politik zurück. Tatsächlich schied er laut Bundestagsverwaltung am 19. März aus dem Bundestag aus; für ihn rückte Kristina Nordt nach. Gleichzeitig bestritt er öffentlich, Geld vom Staat Aserbaidschan erhalten zu haben und korrupt zu sein. Eine komplette Offenlegung seiner Nebeneinkünfte lehnte Hauptmann mit Verweis auf datenschutzrechtliche Verpflichtungen aber ab. Hauptmann trat einen Tag vor Auslaufen einer Frist zurück, die die CDU/CSU-Fraktionsführung ihren Abgeordneten gesetzt hatte, um in einer Ehrenerklärung schriftlich zu versichern, keine finanziellen Vorteile im Zusammenhang mit Geschäften während der COVID-19-Pandemie in Deutschland erhalten zu haben. Zuvor waren im Zuge der sogenannten CDU/CSU-Maskenaffäre hohe Provisionszahlungen an die Unionspolitiker Georg Nüßlein und Nikolas Löbel für die Vermittlung von Geschäften mit Schutzmasken bekannt geworden. Auch Hauptmann vermittelte 2020 Corona-Schutzmasken, er bestritt jedoch, für die Vermittlung eine Provision bekommen zu haben. Am 13./14. März 2021 wurde bekannt, dass der Frankfurter Maskenlieferant TY-Capital & Trade im Januar 2021 eine Spende in Höhe von 7000 Euro an seinen CDU-Kreisverband überwiesen hatte. Dessen Vorsitzender war damals Hauptmann.
Am 25. März 2021 teilte die Thüringer Generalstaatsanwaltschaft mit, dass sie gegen Hauptmann im Zusammenhang mit Maskengeschäften ein Ermittlungsverfahren wegen des Verdachts der Bestechlichkeit von Mandatsträgern eingeleitet hat. Das Landeskriminalamt Thüringen ließ an diesem Tag Wohnräume Hauptmanns in Thüringen und Brandenburg, sein Büro im Bundestag in Berlin und laut CDU Thüringen die Kreisgeschäftsstellen der Partei in Suhl, Hildburghausen, Sonneberg und Meiningen durchsuchen. Die Generalstaatsanwaltschaft ermittelte auch wegen des mutmaßlichen Engagements Hauptmanns für Aserbaidschan, Vietnam und Taiwan. Dabei geht es um kostenpflichtige Anzeigen in Hauptmanns Werbezeitung Südthüringen Kurier. Das Thüringer Oberlandesgericht ordnete gegen Hauptmann zudem einen Vermögensarrest in Höhe von 997.000 Euro an, um unrechtmäßig erworbenes Geld zu sichern.
Am 26. März 2021 teilte die CDU Thüringen mit, Hauptmann habe seinen Parteiaustritt erklärt.
Im September 2022 stellte die Thüringer Generalstaatsanwaltschaft die wegen des Verdachts der Bestechlichkeit aufgenommenen Ermittlungen gegen Hauptmann ein. Allerdings habe sie sich aus rechtlichen Gründen an der Anklageerhebung gehindert gesehen. Das im Zuge der Ermittlungen eingefrorene Vermögen in Höhe von 997.000 Euro wurde wieder freigegeben.
Mitte Dezember 2022 erhob die Staatsanwaltschaft Meiningen gegen Hauptmann Anklage wegen Steuerhinterziehung. Im Oktober 2024 wurde das Verfahren eingestellt.

## Auszeichnungen
Mark Hauptmann ist Mitglied der Debattiergesellschaft Jena und wurde 2006 Deutscher Meister und 2007 Deutscher Vizemeister im Hochschuldebattieren.

## Mitgliedschaften
Im September 2019 gründete Hauptmann in Berlin den Verein Asienbrücke e. V. – Euro-Asian-Initiative, der sich nach eigener Darstellung auf politischer, wirtschaftlicher, gesellschaftlicher und kultureller Ebene für eine intensivere Kooperation zwischen den Ländern der asiatisch-pazifischen Region mit der Bundesrepublik Deutschland und der Europäischen Union einsetzt.